# Моноласта

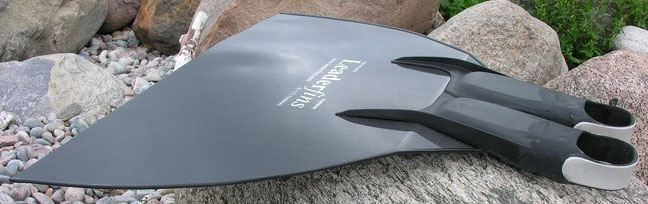
Вуглепластикова моноласта виробництва Leaderfins. Видно загин лопаті в місці кріплення калош

Моноласта — спортивний інвентар, різновид ласт, який являє собою єдину конструкцію. Приводиться в рух обома ногами одночасно.

## Винахід
Моноласта вперше була представлена в 1969 році лабораторією казахстанського спортивного клубу «Аист». С тих пір використовується для змагань з швидкісного плавання в ластах, даючи змогу плавцям розвивати швидкість до 12 км/год.
Лопаті перших моноласт конструювалися зі звичайних гумових ласт і титану, в сучасних лопатях застосовують склотекстоліт, вуглепластик, пластмасу та гуму.

## Загальна інформація
Конструктивно складається із пластини та калоші. Пластина являє собою гнучку та пружну пластину трапецієподібної форми, яка схожа на хвостовий плавець риби або дельфіна. Калоша кріпиться до вузької частини пластини, фіксується на стопах спортсмена і служить для передачі енергії гребка від ніг до пластини. Так само можуть застосовуватися додаткові елементи для збільшення жорсткості пластини і її з'єднання з калошею.
Матеріал Пластини
- Склотекстоліт
- Вуглепластик

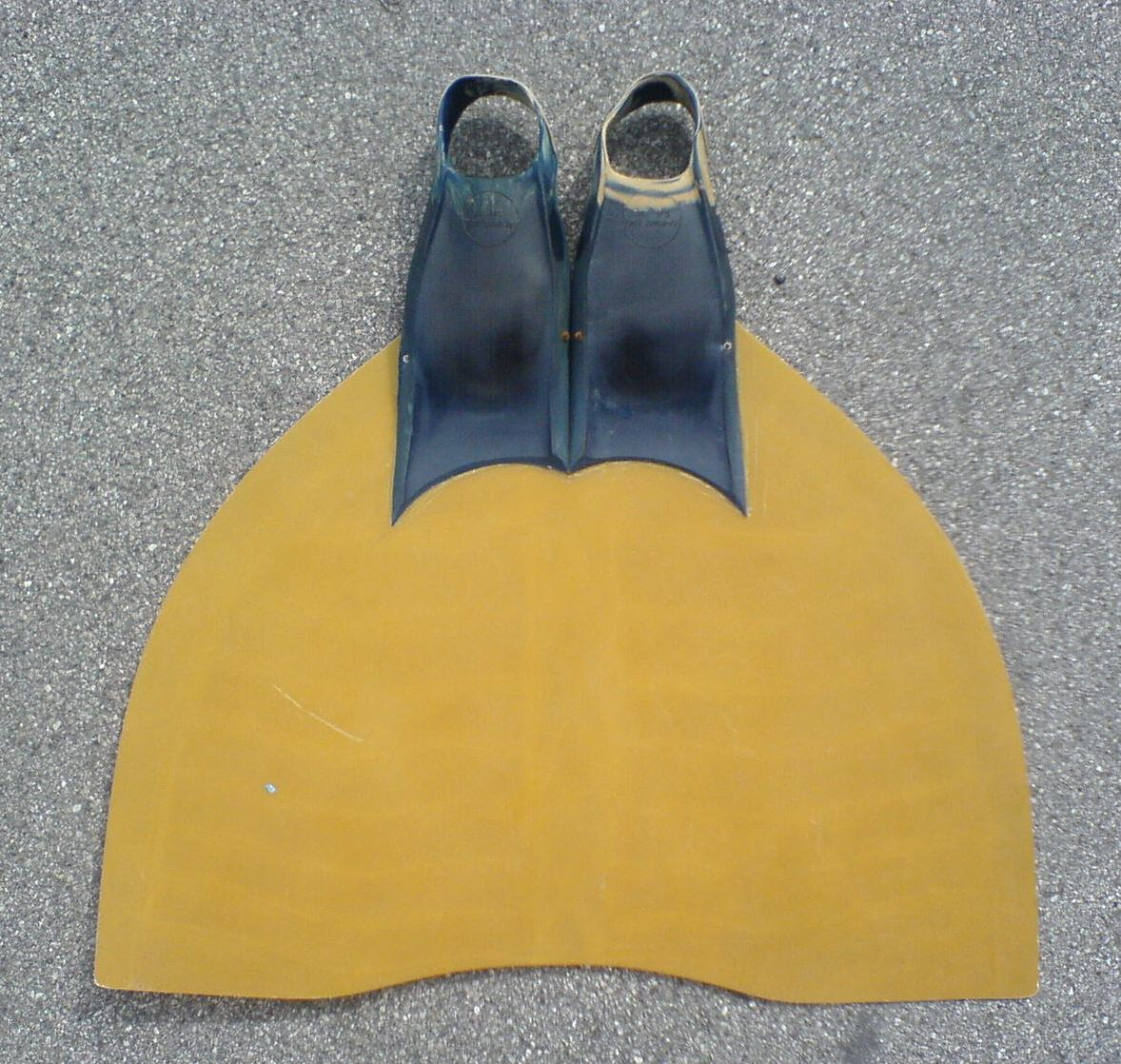
Моноласта часів СРСР. Лопать із склотекстоліту з трьома ребрами жорскості та калошами із перевернутих ласт «Дельфін»

Моноласта застосовується у водних видах спорту:
- швидкісне плавання в ластах
- підводне орієнтування
- фридайвінг

Техніка плавання в моноласті — дельфін на ногах. Хвилеподібні рухи корпусом, ногами і моноластою. Руки нерухомо витягнуті вперед і розсікають воду або тримають балон.

### Види сучасних моноласт
Класична моноласта. Пластина з склотекстоліту має вбудовані ребра жорсткості. Калоша плазом кріпиться на пластину.
Калоші бувають двох видів
- Литі
- Склеєні (з перевернутих ласт «Дельфін»)

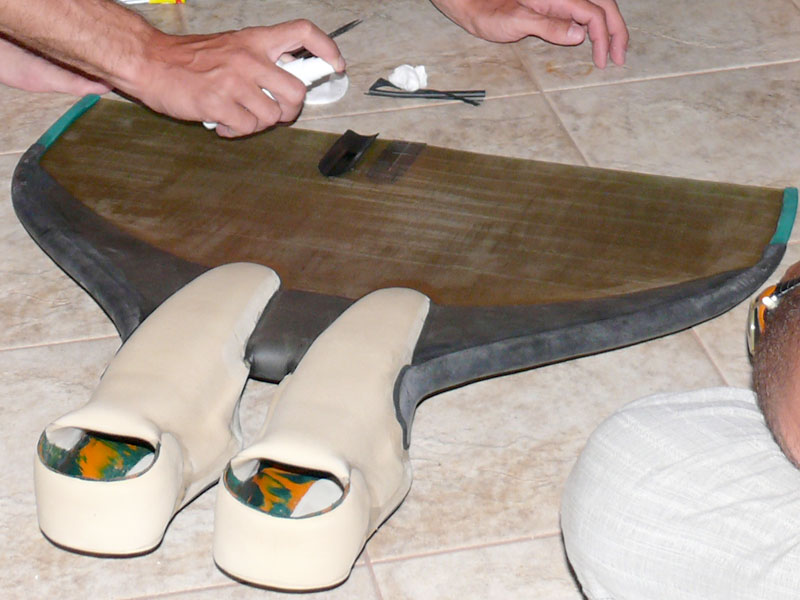
Ремонт моноласти типу «гіпер» в польових умовах

Гіпер (Гіперболоїд Андронова). Спеціальна калоша кріпиться на пластину, забезпечуючи розташування стопи під певним кутом по відношенню до пластини. З боків на лопать кріпляться крила з різних сортів гуми для забезпечення жорсткості і поліпшення гідродинаміки. Відрізняється від класичної моноласти більшою ефективністю, але менш зручна при старті з тумбочки і розвороті. Крила створюють підвищене навантаження на центр кромки, нерідко пластина тріскається в цьому місці.
Флаєр. Поєднує в собі елементи гіпера і класики. Пластина має ребра жорсткості. Є крила. Калоша кріпиться плазом.
В основному використовують на коротких дистанціях, так-як Флаєр забезпечує гарний і різкий старт.

## Виробництво

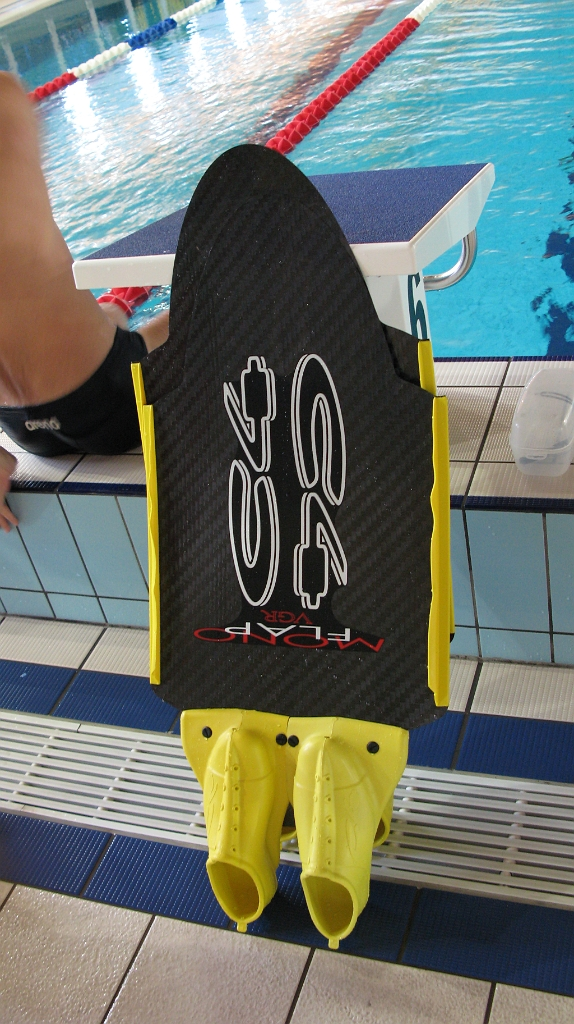
Вуглепластикова моноласта C4

Моноласти здебільшого виготовляються вручну. Фабрики не виробляють хороші моноласти.
Найкращі моноласти — ручної роботи. Для виготовлення калоші необхідно лиття в спеціальну форму, яка є досить дорогою у виготовленні. Деякі виробники мають свої форми, деякі використовують звичайні ласти у ролі донора.

## Виробники в Україні
- Брати СкІсови -Goldenfish (ХаркІв)
- Георгій Шаходько (Харків)
- Максим Котов (Харків)
- Олександр Ліченко (Київ)
- Олександр Золотов (Сєвєродонецьк)
- Богдан Ляшук (Київ) [Архівовано 6 березня 2016 у Wayback Machine.]
- Антон Ляшук (Київ) [Архівовано 1 квітня 2022 у Wayback Machine.]
- Віктор Панєв, Ігор Сорока (Київ) [Архівовано 23 травня 2013 у Wayback Machine.]
- Triton Underwater Sport Equipment. Юрій Володин (Київ) [Архівовано 20 січня 2013 у Wayback Machine.]